# Kanton Angers-7
 Angers-7 is een kanton van het Franse departement Maine-et-Loire. Het kanton maakt deel uit van het arrondissement  Angers.
In 2020 telde het 45.035 inwoners.

Het kanton werd gevormd ingevolge het decreet van 26 februari 2014 , met uitwerking op 22 maart 2015, met Angers als hoofdplaats.

## Gemeenten
Het kanton omvatte bij zijn oprichting, naast een deel van Angers, 11 gemeenten.
Op 1 januari 2016 werden de gemeenten Andard, Bauné, La Bohalle, Brain-sur-l'Authion, Corné, La Daguenière en Saint-Mathurin-sur-Loire samengevoegd tot de fusiegemeente (commune nouvelle)  Loire-Authion.
Sindsdien omvat het kanton volgende gemeenten: 
- Angers  (zuidoostelijk deel)
- Loire-Authion.
- La Ménitré
- Le Plessis-Grammoire
- Sarrigné
- Trélazé